# Hégenheim
Hégenheim település Franciaországban, Haut-Rhin megyében. Lakosainak száma 3403 fő (2022. január 1.). Hégenheim Saint-Louis, Hésingue és Buschwiller községekkel határos.

## Népesség
A település népességének változása:
| Lakosok száma | 3337 | 3435 | 3532 | 3420 | 3395 | 3369 | 3362 | 3386 | 3403 |
|               | 2013 | 2015 | 2016 | 2017 | 2018 | 2019 | 2020 | 2021 | 2022 |